# القربلياني الأندلسي
القربلياني الأندلسي (17 ربيع الأول 761هـ / 6 فبراير 1360)، هو أبو عبد الله محمد بن علي بن فرج القربلياني الملقب ب«محمد الشفرة». طبيب جراح وعالم أعشاب أندلسي.
في سنة 1935 كتب المستعرب الفرنسي رونو بحثا بعنوان «جراح مسلم من مملكة غرناطة» تكلم فيه عن ابن فرج. كما أن الطبيب الفرنسي لوسيان لوكليرك في كتابه الشهير تاريخ الطب العربي تحدث أيضا عن ابن فرج.

## نشأته
أصله من قربليان، وهي بلدة قرب أريولة شرقي الأندلس ناحية تدمير، كانت تحت حكم النصارى في ذلك الوقت، حيث كانت قبل ذلك ضمن مملكة الإسلام بالأندلس. يصف ابن الخطيب في كتابه الإحاطة ابن فرج القربلياني بقوله: 
.
قرأ ابن فرج القربلياني العلم على أبيه ببلده قربليان، وأخذ علم الجراحة (وكانت يسمى بصناعة عمل اليد في ذلك الوقت) عن بعض محسني هذا العلم من الروم. دعا السلطان نصر والملقب بأبي الجيوش ابن فرج لخدمته في وادي آش، حيث أنشأ ابن فرج في قصر السلطان بستانا جعله منبتا لكثير من الأعشاب الطبية.
بالإضافة إلى مراكش، فقد أقام ابن فرج القربلياني أيضا في سبتة وفاس، حيث زاول مهنته وباشر في علاج المرضى والمصابين بالسهام أو بكسور في العظام أو بأصناف من الأورام.

## شيوخه وتلاميذه
ذكر ابن الخطيب أن القربلياني قرأ على عبد الله بن سراج وغيره، كما ذكرعنه أنه: 
. وقد ذكر القربلياني في كتابه شيخاً نصرانيا من شيوخه سماه الميشو برناد. وقد أخطأ المستعرب الفرنسي رونو حين علق على ذلك بأن السبق في ميدان الجراحة انتقل في عصر الدولة النصيرية إلى أطباء النصارى، بعد ما كان التفوق للمسلمين في عصر الزهراوي، فبرنارد هذا لم يكن الشيخ الوحيد لابن فرج بل تعلم على أبيه وعلى ابن السراج وغيرهم. وعلى الأقل فإن هذا الأمر لا يصح الاستدلال به على ما يقول، فالواقع يثبت أن التفوق في ميادين العلوم بقي للمسلمين حتى سقوط غرناطة في أواخر القرن الخامس عشر الميلادي. وأما عن تلاميذه فلا نعلم شيئاً سوى ما ذكره القربلياني نفسه في كتابه، إذ كان يخاطب فيه ابنه. غير أن المدجنين من المسلمين ظلوا قائمين على العلم، رغم سقوط قواعدهم في أيدي النصارى، وكان ذلك مكسباً ثميناً للنصارى، وكانت تلك الإرهاصات الأولى للنهضة العلمية التي ستشهدها أوروبا.

## مؤلفاته
كتاب في النبات، وهو كتاب لم يصل إلينا ولا نعرف شيئا عنه، ذكره ابن الخطيب.
كتاب الاستقصاء والإبرام في علاجات الجراحات والأورام.

## وفاته
توفي القربلياني في السابع عشر من ربيع الأول من عام (761هـ/1332م).